# 2-Methyltetrahydrofuran
2-Methyltetrahydrofuran (2-MTHF) ist ein organisches Lösungsmittel und gehört zur Stoffklasse der cyclischen Ether.

## Gewinnung und Darstellung
2-Methyltetrahydrofuran entsteht als Nebenprodukt bei der industriellen Produktion von Furfurylalkohol aus Furfural. Es kann auch durch eine Nickel-katalysierte Hydrierung von 2-Methylfuran hergestellt werden. Dieses kann aus dem durch Aufarbeitung pflanzlicher Pentosen zugänglichen Furfural gewonnen werden, so dass die Herstellung von 2-Methyltetrahydrofuran insgesamt aus nachwachsenden Rohstoffen erfolgen kann.
Ein neueres Verfahren geht über die Zyklisierung und Hydrierung von Levulinsäure, die ebenfalls aus Kohlenhydraten gewonnen werden kann.
Alle kommerziellen Herstellprozesse ergeben das Racemat. Eine Enantiomerentrennung kann chromatographisch an chiralen stationären Phasen mit überkritischen Medien erfolgen. Die Synthese des (S)-(+)-2-Methyltetrahydrofurans gelingt durch die Hydrierung von 2-Methylfuran mittels chiraler Rhodiumkomplex-Katalysatoren.

## Eigenschaften

### Stereochemie
Die Verbindung enthält ein Stereozentrum und kann somit in Form zweier Enantiomere auftreten. Praktische Bedeutung hat allerdings nur das Racemat.

### Physikalische Eigenschaften
2-Methyltetrahydrofuran ist eine farblose, niedrigviskose Flüssigkeit mit charakteristischem Geruch. Der Siedepunkt bei Normaldruck beträgt 80,3 °C. Die Dampfdruckfunktion ergibt sich nach Antoine entsprechend log10(P) = A−(B/(T+C)) (P in kPa, T in °C) mit A = 5,95009, B = 1175,51 und C = 217.80. Die folgende Tabelle gibt einen Überblick über wichtige thermodynamische Eigenschaften.
| Eigenschaft           | Typ      | Wert [Einheit]                                            | Bemerkungen   |
| --------------------- | -------- | --------------------------------------------------------- | ------------- |
| Wärmekapazität        | cp       | 156,89 J·mol−1·K−1 (25 °C)[12] 1,82 J·g−1·K−1 (25 °C)[12] |               |
| Kritische Temperatur  | Tc       | 537 K[13][14]                                             |               |
| Kritischer Druck      | pc       | 37,6763 bar[13][14]                                       |               |
| Kritisches Volumen    | Vc       | 0,267 l·mol−1[13][14]                                     |               |
| Kritische Dichte      | ρc       | 0,3226 g·ml−1[14]                                         |               |
| Azentrischer Faktor   | ωc       | 0,300[14]                                                 |               |
| Verdampfungsenthalpie | ΔVH0 ΔVH | 34,0 kJ·mol−1[15] 30,43 kJ·mol−1[16]                      | am Siedepunkt |
Die Temperaturabhängigkeit der Verdampfungsenthalpie lässt sich entsprechend der vereinfachten Watsongleichung ΔVH=A·(1−Tr)n (ΔVH in kJ/mol, Tr =(T/Tc) reduzierte Temperatur) mit A = 45,7503 kJ/mol, n = 0,38 und Tc = 537,0 K im Temperaturbereich zwischen 136 K und 537 K beschreiben.
Mit einem Wassergehalt von 10,6 Ma% bildet die Verbindung ein bei 71 °C siedendes Azeotrop. Weitere azeotrop siedende Gemische werden mit Methanol, Ethanol, 1-Propanol und 2-Propanol gebildet.
| Azeotrope mit verschiedenen Lösungsmitteln |        |          |         |            |            |        |
| Lösungsmittel                              |        | Methanol | Ethanol | 1-Propanol | 2-Propanol | Wasser |
| Gehalt Methyltetrahydrofuran               | in Ma% | 43       | 66      | 99         | 82         | 89,4   |
| Siedepunkt                                 | in °C  | 62,8     | 74,4    | 79,5       | 77         | 71     |

Bei 20 °C lösen sich in 100 g Wasser 14 g Methyltetrahydrofuran, umgekehrt lösen sich 4 g Wasser in 100 g Methyltetrahydrofuran. Die Löslichkeit von Wasser in 2-Methyltetrahydrofuran ändert sich nur wenig mit steigender Temperatur. Dagegen sinkt die Löslichkeit von Methyltetrahydrofuran in Wasser mit steigender Temperatur.
| Löslichkeiten im System 2-Methyltetrahydrofuran - Wasser |        |      |      |      |      |      |      |      |      |
| Temperatur                                               | in °C  | 0,0  | 9,5  | 19,3 | 29,5 | 39,6 | 50,1 | 60,7 | 70,6 |
| Löslichkeit von Wasser in Methyltetrahydrofuran          | in Ma% | 4,0  | 4,1  | 4,1  | 4,2  | 4,3  | 4,4  | 4,6  | 5,0  |
| Löslichkeit von Methyltetrahydrofuran in Wasser          | in Ma% | 21,0 | 17,8 | 14,4 | 11,4 | 9,2  | 7,8  | 6,6  | 6,0  |

### Sicherheitstechnische Kenngrößen
2-Methyltetrahydrofuran bildet leicht entzündliche Dampf-Luft-Gemische. Die Verbindung hat einen Flammpunkt unterhalb von −12 °C. Der Explosionsbereich liegt zwischen 1,5 Vol.‑% als untere Explosionsgrenze (UEG) und 8,9 Vol.‑%  als obere Explosionsgrenze (OEG). Eine Korrelation der Explosionsgrenzen mit der Dampfdruckfunktion ergibt einen unteren Explosionspunkt von −15 °C sowie einen oberen Explosionspunkt von 18 °C. Die Sauerstoffgrenzkonzentration liegt bei 100 °C bei 9,4 Vol%. Die Zündtemperatur beträgt 270 °C. Der Stoff fällt somit in die Temperaturklasse T3.

### Chemische Eigenschaften
2-Methyltetrahydrofuran neigt in Gegenwart von Luft wie viele andere Ether zur Bildung von Peroxiden. Die Geschwindigkeit der Peroxidbildung ist ähnlich der von Tetrahydrofuran. Das handelsübliche Produkt enthält Butylhydroxytoluol als Stabilisator. Gegenüber Säuren ist es wesentlich stabiler als Tetrahydrofuran.

## Verwendung
2-Methyltetrahydrofuran wird als Lösungsmittelaltenative zum Tetrahydrofuran besonders bei metallorganischen Reaktionen gesehen. Zum einen besitzt es auch bei niedrigen Temperaturen wie −70 °C mit 1,85 cp eine niedrige Viskosität, zum anderen kann der Temperaturbereich bis zum höheren Siedepunkt von 80 °C genutzt werden. Da die Verbindung beim Abkühlen unterhalb des Schmelzpunktes glasartig erstarrt, kann es als Lösungsmittel bei spektroskopischen Untersuchungen bei −196 °C genutzt werden. Eine Verwendung als Verschnittkomponente in Motorenbenzin wurde in den USA erfolgreich getestet. In der organischen Chemie wird es als Reaktant für die Herstellung N-substituierter 2-Methylpyrrolidine verwendet.